# Hortènsia Grau Juan
Hortènsia Grau Juan (Barcelona, Barcelonès, 1960) és una política catalana diputada al Parlament de Catalunya per ICV-EUiA en la X i XI legislatures.

## Biografia
Anteriorment havia estat directora dels Serveis Territorials del  Departament d'Interior, Relacions Institucionals i Participació en el Camp de Tarragona entre 2008 i 2010, durant el mandat del  Govern d'Esquerres. És llicenciada en Pedagogia per la Universitat de València, mestra en Educació Especial per la Universitat de Barcelona i llicenciada en Antropologia Social i Cultural per la Universitat Rovira i Virgili, ha treballat com ensenyant de primària i secundària des de començaments dels anys 80 i també ha estat docent del Cicle Formatiu de Grau Superior d'Animació Sociocultural.
És actualment vicepresidenta d'Iniciativa per Catalunya Verds, responsable de l'àrea de Formació del partit. També és membre de la Federació d'Ensenyament de  CCOO i dels Moviments de Renovació Pedagògica. Entre 2004 i 2008 va ser cap d'àrea d'Educació i Polítiques actives d'Ocupació de l'Ajuntament Cambrils, la ciutat on viu, i també ha participat en les llistes electorals d'ICV en eleccions municipals i al Parlament de Catalunya. Grau es presentarà de número dos de la coalició d'esquerres Catalunya Sí que es Pot a la llista de la circumscripció de Tarragona en les eleccions catalanes de 2015. Tot i que no va sortir escollida, la renúncia de Gerard Bargalló Boivin va possibilitar el seu retorn al Parlament.